# Marina Akoulova
Pour les articles homonymes, voir Akoulova.
Marina Sergueïevna Akoulova (en russe : Марина Сергеевна Акулова) est une joueuse de volley-ball russe née le 13 décembre 1985 à Tcheliabinsk. Elle mesure 1,81 m et joue au poste de passeuse. Elle totalise 68 sélections en équipe de Russie. Sa sœur ainée Svetlana Sourtseva (Akoulova) est également joueuse de volley-ball.

## Clubs
| Club                  | De        | À         |
| --------------------- | --------- | --------- |
| Avtodor-Metar         | 2001-2002 | 2003-2004 |
| Samorodok Khabarovsk  | 2004-2005 | 2007-2008 |
| Omitchka Omsk         | 2008-2009 | 2011-2012 |
| Dinamo Moscou         | 2012-2013 | 2013-2014 |
| Avtodor-Metar         | 2014-2015 | 2014-2015 |
| Omitchka Omsk         | 2015-2016 | 2015-2016 |
| Racing Club de Cannes | jan 2016  | mai 2017  |
| PSK Sakhaline         | 2016-2017 | …         |

## Palmarès

### Équipe nationale
- Championnat du monde
  - Vainqueur : 2006.
- Grand Prix mondial
  - Finaliste : 2006.

### Clubs
- Coupe de Russie
  - Vainqueur : 2013.
  - Finaliste : 2005, 2012.
- Championnat de Russie
  - Finaliste : 2013, 2014.
- Coupe de France
  - Vainqueur : 2016.
- Championnat de France
  - Finaliste : 2016.